# 주남저수지
주남저수지(注南貯水池)는 대한민국 경상남도 창원시 의창구 동읍에 있는 약 180만평 넓이의 저수지이자 철새도래지이다. 인근 구룡산과 백월산에서 흘러내리는 물과 인근의 낙동강 물을 수원으로 산남.주남.동판의 3개 저수지로 구성되어 있다. 광활한 늪지와 갈대가 자생하고 있는 섬이 있어 개구리밥, 붕어마름 등 각종 먹이가 풍부해 철새도래지로 천혜의 조건을 갖춘 곳이다. 
매년 11월경이면 따뜻하고 먹이가 풍부한 이 곳에서 겨울을 나기 위해 천연기념물 제201호인 고니, 제203호인 재두루미, 제205호인 노랑부리저어새등 20여종 수만 마리의 철새들이 찾아들어 이듬해 3월경까지 월동을 한다.

## 개요
주남저수지는 602ha의 면적과 150여종의 다양한 철새가 찾아오는 대규모의 철새 도래지이다. 주남저수지는 매년 찾아오는 철새들과 다양한 수생식물, 곤충 등으로 아름다운 사계를 선보이고 있다. 주남저수지는 한반도 최남단에 있다는 이점으로 1980년 가창오리 5만 마리가 월동한 것을 시작으로 천연기념물 203호인 재두루미, 205-2호인 노랑부리저어새를 비롯한 천연기념물 20여종과 환경부 멸종위기 종 50여종 등 150여종의 다양한 철새가 감동을 전해주는 살아있는 자연사박물관이며 많은 조류전문가와 탐조객이 찾는 곳이다. 주남저수지는 우리나라의 철새도래지 중에서 머리위로 비행하는 기러기와 가창오리의 화려한 군무 등을 비교적 가까운 거리에서 새들의 비행 모습을 생생하게 볼 수 있는 곳이다.
주남저수지는 오랜 옛날부터 동읍, 대산면 농경지에 필요한 농업용수를 공급해주던 자연 늪이며, 산남(합산) (750,000m²), 주남(용산) (2,850,000m²), 동판(2,420,000m²) 3개의 저수지로 이루어진 배후습지성 호수이다. 1970년대 중반까지만 해도 누구의 관심도 받지 못하는 거대 저수지일 뿐이었으며 ‘주남저수지’라는 명칭 또한 쓰지 않고 마을 이름을 따서 합산 늪, 용산 늪, 가월 늪이라 불렀다. 주남저수지는 인근주민에게 계절마다 민물새우, 민물조개, 민물고기와 같은 먹을거리와 갈대, 억새와 같은 땔감을 제공하기도 했다. 주남저수지가 철새도래지로서 각광을 받게 된 것은 1970년대 후반과 1980년대에 들어서면서 가창오리 등 수 만 마리가 도래하여 월동하면서이다. 현재는 람사르 협약의 등록습지 기준에 상회하는 동양 최대의 철새도래지로서 주목받고 있으며. 특히 두루미류의 중간 기착지 및 재두루미의 월동지로서 주목받고 있다.

## 주남저수지 생태학습관
주남저수지 생태학습관은 지상 1층 328m2 규모의 단층 건물로 전시 시설, 중앙홀, 농산물 판매장으로 나뉘어 있다. 먼저 중앙홀에서 안내를 받아 전시실에 들어서면 주남저수지를 찾는 새들, 주변에서 꽃을 피우는 식물, 풀숲에서 지내는 곤충 등 주남의 생태계를 느낄 수 있도록 표본액자와 박제표본을 전시하고 있다. 또한 영상실에서는 주남저수지에 서식하는 새와 인간과의 밀접한 관계를 다룬 영상물이 자동으로 상영되며 전시관 벽면에 설치된 모니터에서는 조류의 비행원리, 조류의 생태 등의 영상물이 영상되어 관람객들에게 좋은 자연학습이 될 수 있도록 구성되어 있다.
- 관람료 무료
- 관람시간 09:00~17:30, 4~9월에는 매주 월요일 휴관

### 자전거 대여
생태학습관의 부대시설에서 주남저수지 탐방용 자전거를 무료로 대여해 주고 있다. 2시간 동안 사용할 수 있으며, 이용하려면 반드시 신분증이 있어야 한다.